# Kristian Thomas
Kristian James Thomas (* 14. Februar 1989 in Wolverhampton) ist ein britischer Kunstturner. Er war ein Teil des britischen Turn-Teams, welches bei den Olympischen Spielen 2012 in London im Mannschaftswettbewerb eine Bronzemedaille erringen konnte.